# Matías Fernández
Matías Ariel Fernández Fernández (født 15. maj 1986 i Buenos Aires, Argentina) er en chilensk fodboldspiller, der spiller som midtbanespiller hos den italienske ligaklub Milan. Han blev lånt til klubben i sommeren 2016 fra klubben Fiorentina. Tidligere har han spillet for klubben Colo-Colo i sit hjemland, samt for spanske Villarreal CF og Sporting Lissabon.
Fernández blev i 2006 kåret til Årets Fodboldspiller i Sydamerika.

## Landshold
Fernández står (pr. 20. november 2013) noteret for 59 kampe og 14 scoringer for Chiles landshold, som han blandt andet repræsenterede ved Copa América 2007 og VM i 2010.